# Vincent de Brus
Pour les articles homonymes, voir Brus (homonymie).
 (janvier 2022).
Si vous disposez d'ouvrages ou d'articles de référence ou si vous connaissez des sites web de qualité traitant du thème abordé ici, merci de compléter l'article en donnant les références utiles à sa vérifiabilité et en les liant à la section « Notes et références ».
Vincent de Brus, né le 16 mai 1959 est un réalisateur et scénariste, ayant notamment réalisé le film L'Antidote en 2005.

## Biographie
Ancien élève de l'École Nationale Louis Lumière, Vincent de Brus commence à travailler en tant que producteur, réalisateur et monteur dans sa société de production Azertiop Productions, crée avec Daniel Tardy, autre ancien élève de Louis Lumière. 
Ensemble, ils réalisent et produisent plusieurs films d'entreprise. 
Un an plus tard, Vincent de Brus quitte Azertiop Productions et travaille pour d'autres sociétés de production spécialisées dans le domaine du film d'entreprise: SODEL, Les Films du Sabre, Textuel & Visuel. 
Après quelques films dont NPC Connection commandité par Gaz de France, Prix Spécial du Festival de Biarritz, il réalise son premier court métrage, la Nuit de Santa Claus, avec lequel il obtient de nombreux prix en France et à l'étranger, dont le Grand prix du court métrage au festival du film fantastique d'Avoriaz en 1985. 
Il fonde alors avec Jean Villiers Ganesa Productions spécialisée dans la vidéo musicale. Ils produisent ensemble des dizaines de clips pour Vanessa Paradis, Arnold Turbost, Alain Turban, Jean Louis Aubert, Julie Pietri, Gold, Michel Sardou, Vivien Savage, et même Alain Delon, etc.
Les deux amis abandonnent les clips pour la publicité et fondent avec Fabrice Carrazo, Gang Films.
Dans le même temps, Vincent de Brus conçoit et réalise pour produit KIEN Productions, le premier film publicitaire pour la marque Charles Chevignon, qu'il lui vaut d'être remarqué par la plupart des producteurs de pubs des années 1990. 
Il quitte alors Gang Films et signe un contrat d'exclusivité avec Jacques Arnaud pour travailler à la Franco American Films, société de productions dont il partage le destin pendant près de 20 ans. 
Il entame en même temps une carrière de réalisateur de films publicitaires à l'internationale, et travaille régulièrement en Italie, Russie, Ukraine, Égypte, Liban, Dubai, Maroc, Tunisie, Algérie, Côte d'Ivoire, etc.
Il réalisera en tout, près de 800 films publicitaires en France et dans le monde pour, entre autres, Chevignon, DIM, Carlsberg, Jupiler, Force 4, Danone, Gervais, Chambourcy, Lactalis, BEL, Président, Renault, Peugeot, Citroën, Honda, Toyota, Johnson, R.A.T.P. Mobil, Esso, Euro Disney, Opet Gas & Petrol, Rank Xerox, Samsung, Belgacom, Tunisie Telecom, Maroc Telecom, Nedjma, Ooradoo, Malibu, Vichy, Evian, Belgacom, Crédit Agricole, Fortis Bank, Ministère de la Culture Algérien, Ministère de la Culture Marocain, Ministère de la Santé Français, Pepsi Cola, Optic 2000, Coca Cola, Cheetos, Mars, etc.
Il rencontre Monique Annaud en 1988 qui lui propose de réaliser un épisode de la série Les Jupons de la Révolution pour Canal + et M6, consacré à la jeunesse de Talleyrand, interprété par Stephane Freiss. Avant de se lancer dans le tournage de ce téléfilm, Canal + lui demande d'écrire un autre épisode de la même série, consacré cette fois à Madame Tallien. 
Vincent de Brus et Monique Annaud se lancent l'année suivante dans un projet de long métrage fantastique "Pandor", qui doit être produit par Chrysalide Films en France et The Movie Group aux États-Unis. Mais le film, trop cher, est abandonné en cours de préparation à Budapest.
En 1996, Vincent de Brus réalise pour Fit Productions, un conte pour enfants, la "Ballade de Titus" avec Michel Courtemanche et Jean Claude Dreyfus.
En 2002, Vincent de Brus écrit avec Guy Zilberstein une adaptation très libre et contemporaine des Mystères de Paris. Il l'envoie à Christian Fechner qui décide de le rencontrer. Vincent de Brus signe alors un contrat de six films avec Christian Fechner.
Sous la férule de C. Fechner, Vincent de Brus réalise coup sur coup l'Antidote avec Christian Clavier et Jacques Villeret, qui est un succès malgré le décès de Jacques Villeret à la sortie du film et l'Entente Cordiale avec toujours Christian Clavier et Daniel Auteuil.
Malheureusement Christian Fechner décède, sans avoir pu se lancer dans la production des Mystères de Paris.
Vincent de Brus se sent orphelin après la disparition de son mentor, et décide de ne plus aborder le long métrage.
Il écrit, réalise en partie et assure la production exécutive d'une Série documentaire, "Les Enfants de la Mer",  co-produitepar PMSA et Images & Blues Pour France Télévision, diffusée sur toutes les chaines du groupe pendant la COP 21.
Puis il enchaine sur divers autres documentaires pour RMC Découverte  et France 5, tout en continuant à réaliser des films publicitaires, entre autres les films Optic 2000 avec Johnny Hallyday, qui deviennent des classiques. Il  accompagnera d'ailleurs le rocker dans sa vie de chanteur en réalisant des clips pour lui pendant près de dix ans.
En 2020, Vincent de Brus fonde en compagnie de Jean Luc Azoulay et  Magda Oueslati, une nouvelle société de production, Mon Oeil Corp, destinée à développer de nouveaux projets au sein du groupe JLA.

## Filmographie

### Réalisateur fictions et documentaires
- 1985 : La Nuit de Santa-Claus, produit par Ganesa Productions, avec Maurice Barrier, Jean François Garraud, Laurent Grevil et Fabienne Berthaud
- 1989 : Les Jupons de la révolution: produit par Chrysalides Productions, Monique Annaud, pour Canal + et M6, avec Stephane Freiss, Ingrid Held, Claire Nadau, Paul le Person, François Maistre, Patrick Paroux
- 1997 : La Ballade de Titus : produit par FIT Productions, Avec Michel Courtemanche, Natacha Lidinger, Jean Claude Dreyfuss, Patrick Paroux
- 2005 : L'Antidote: produit par FCF, Christian Fechner, avec Christian Clavier, Jacques Villeret, Alexandra Lamy, François Levantal, Annie Gregorio, François Morel, Agnès Soral, Thierry Lhermitte,
- 2006 : L'Entente cordiale: produit par FCF, Christian Fechner, avec Christian Clavier, Daniel Auteuil, Jennifer Saunders, John Cleese, François Levantal, François Morel, Ivan Franek,
- 2014: Les enfants de la Mer: Série environnementale documentaire, 6x52', avec Jean Louis Etienne, Nicolas Vannier, Nathalie Simon
- 2017: Dans le Monde des Bikers: co-réalisation avec Philippe Lellouche. Documentaire unitaire produit par Gang Films pour RMC Découverte
- 2019 : Les Égéries des Grands Artistes : Série documentaire  6x26' produite par ADL TV, Philippe Thuilliez, pour France 5

### Réalisateur films publicitaires
- de 1987 à 2022 : 800 films publicitaires en France et dans le monde pour, entre autres, Chevignon, DIM, Carlsberg, Jupiler, Force 4, Danone, Gervais, Chambourcy, Lactalis, BEL, Président, Renault, Peugeot, Citroën, Honda, Toyota, Johnson, R.A.T.P. Mobil, Esso, Euro Disney, Opet Gas & Petrol, Rank Xerox, Samsung, Belgacom, Tunisie Telecom, Maroc Telecom, Nedjma, Ooradoo, Malibu, Vichy, Evian, Belgacom, Crédit Agricole, Fortis Bank, Ministère de la Culture Algérien, Ministère de la Culture Marocain, Ministère de la Santé Français, Pepsi Cola, Optic 2000, Coca Cola, Cheetos, Mars, etc.

### Scénariste
- 1985 : La Nuit de Santa-Claus, co-scéariste avec Philippe Setbon
- 1989 : Les Jupons de la révolution, scénariste
- 1997 : La Ballade de Titus co-scénariste avec Guy Zilberstein
- 2006 : L'Entente cordiale, co-scénariste avec Arnaud Lemort

- 2014: Les enfants de la Mer, scénariste
- 2017: Dans le Monde des Bikers:  co-scénariste avec Philippe Lellouche.
- 2019 : Les Égéries des Grands Artistes : scénariste
- 2025 : Le Jardinier

### Réalisation de clips
- Clips pour Johnny Hallyday : L'Instinct, Ne reviens pas, Always, Ça peut changer le monde.
- Clip pour Vivien Savage : Bébé je l'sens bien
- Clips pour Gold : Laissez-nous chanter
- Clip d'Alain Delon : Comme au cinéma

## Distinctions

### Films publicitaires de 1987 à 2022
- 2 Grand Prix du Club des Directeurs Artistiques (France)
- 2 Lions d'argent au Festival International du Film Publicitaire à Cannes.
- 2 Lions de bronze au Festival International du Film Publicitaire à Cannes.
- 3 Grand Prix Stratégie (France)
- Grand prix du cinéma publicitaire (Suisse)
- 2 Eurobest (Europe)
- 2 Minerve de la Publicité (France)
- Grand Prix cinéma au CCB (Belgique)

### Fiction
- 1985 :  La Nuit de Santa-Claus : Grand Prix du court métrage Festival du Film Fantastique d'Avoriaz, prix de la Meilleure Audience au Festival du Film de Fantaisie de Bruxelles[2], Prix du Jury Festival de Londres
- 2006: L'Entente cordiale : Prix du public marocain pour la réalisation au  Festival international du film de Marrakech